# Quart Creixent (llibreria)

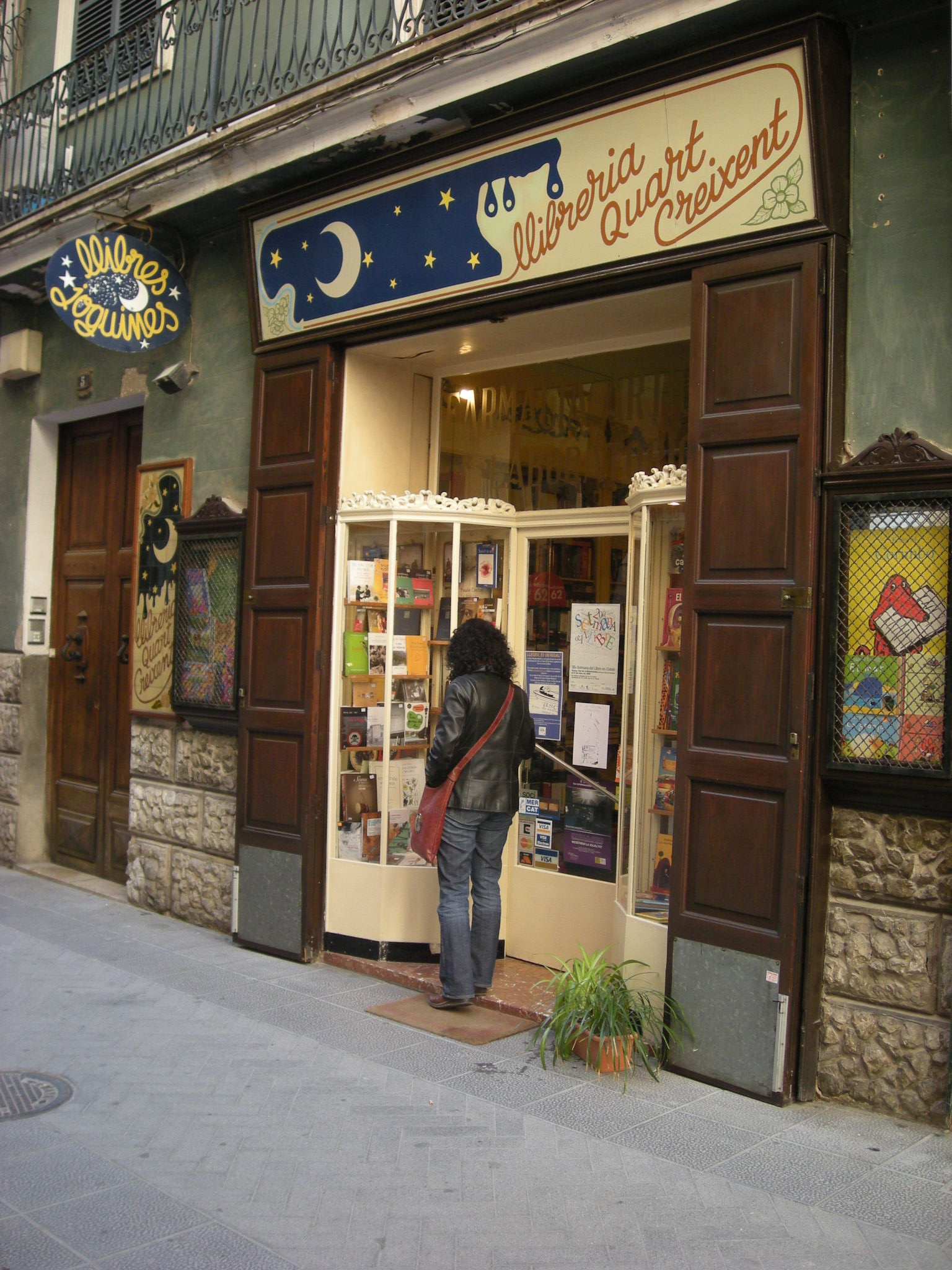
La façana de la llibreria.

Quart Creixent és una històrica llibreria de Palma, pionera en la venda exclusiva de llibres en català. Està situada a la ciutat antiga, al carrer Rubí, molt a prop de la Plaça Major.
Va ser inaugurada el 12 de febrer de 1982 amb la presència de Joan Brossa, que presentà el llibre Vint-i-set sextines i un sonet. En foren fundadors Antoni Artigues, Jaume Corbera i Maria Pons, la qual abandonà el projecte al cap de poc temps; posteriorment s'hi afegiren Arnau Amer i Dolors Fernández i, un poc més endavant, Miquel Serra i Jerònia Oliver. La llibreria nasqué amb la voluntat de donar al llibre en català la normalitat que la llengua no tenia a la societat, per això des de l'inici Quart Creixent només ven llibres, revistes, discs, vídeos i jocs en català.
Amb motiu del seu 25è aniversari, el febrer de 2007 s'hi va presentar el llibre El dia a dia de Joan Brossa, i la llibreria va convidar els seus clients a unes actuacions d'Enric Casassas, Pascal Comelade i Josep Pascual i de Joan Miquel Oliver i Antònia Font, al Teatre Sans de Palma. També amb motiu del seu 25è aniversari, la llibreria rebé un dels Premis 31-D del 2006 de l'Obra Cultural Balear: el Francesc de Borja Moll. El novembre de 2020 fou reconeguda amb una "menció especial" del III Premi Llengua Nacional. El febrer de 2022 va celebrar els 40 anys amb un seguit d'actes a la llibreria i a fora, els més destacats dels quals foren el vermut amb festa de xeremiers, el dia 12 –dia de l'aniversari exacte– i l'espectacle musical Ferments, de Miquel Brunet, al Teatre Xesc Forteza de Palma, cedit a posta per l'Ajuntament. Se'n feren ressò tots els mitjans de comunicació de l'illa (ràdios, televisió, premsa). A més a més, com a emblema de la celebració, va comptar amb un cartell d'un dibuix de Damià Jaume (autor ja del primer cartell per a la inauguració) acompanyat d'un poema del guardonat escriptor santanyiner Antoni Vidal Ferrando; el dibuix de Damià Jaume serví de fons per als cartells anunciadors de tots els actes commemoratius dels 40 anys al llarg de 2022. El juliol de 2022 Titoieta Radio li va atorgar el XXIX Premi Santa Anneta, i el novembre del mateix any va ser l'organització empresarial PIMEM que li va concedir el premi 2022 de Comerç.